# Крестовый поход (комикс)
«Кресто́вый похо́д» — ограниченная серия комиксов, кроссовер линеек «Мироходцы», «Бесобой» и «Союзники», созданный российским издательством Bubble Comics и публиковавшийся в период с октября 2018 по март 2019 года. Кроссовер является финалом сюжета «Мироходцев» и состоит из четырёх основных выпусков, пролога и эпилога, а также побочной ограниченной серии «Крестовый поход: Волк» — её сюжет повествует о герое по имени Серый Волк и его участии в событиях кроссовера. Сценаристами комикса выступили Роман Котков, Евгений Еронин, Александр Кириллов, Алекс Хатчетт и Наталия Девова, а за иллюстрации отвечали художники Наталья Заидова, Алина Ерофеева, Андрей Васин и Мадибек Мусабеков.
Сюжет разворачивается сразу после окончания «Мироходцев», где Андрей Радов, главный герой серий «Инок» и «Мироходцы», сходит с ума от горя из-за потери своей жены Ксюши и, чтобы отомстить за неё, начинает свой «крестовый поход» по истреблению магии и всех, кто так или иначе с ней связан. Ему противостоят его бывшие соратники, охотник на демонов Данила-Бесобой, бывшая воровка и секретный агент Ника Чайкина, а также один из центральных злодеев вселенной Bubble — глава оружейной корпорации Holt International Август ван дер Хольт. «Крестовый поход» стал важным событием во вселенной комиксов Bubble: он перечёркивает всё то, что делал Андрей Радов на протяжении всей своей истории и меняет роль персонажа с протагониста на антагониста.
«Крестовый поход» получил в целом положительные оценки. В рецензиях обозреватели делали упор на завершение сюжетной арки Андрея Радова, неудавшегося героя, ставшего злодеем. Отмечалось, что причина кардинальных изменений в его образе и завершение его истории кроется в отсутствии популярности среди читателей: Радов не был интересен как герой, несмотря на множество экспериментов над концепцией серий «Инок» и «Мироходцы». Одни критики выразили сожаление, что сюжет комиксов о Радове был завершён, так как видели в Многомирье из «Мироходцев» большой потенциал в плане дальнейших историй, другие же посчитали концовку истории неоднозначной, а повествование «неровным». Положительных оценок удостоилась работа сценаристов Коткова, Еронина и Кириллова, художников Ерофеевой, Мусабекова, Мельникова и Васина.

## Сюжет
- Крестовый поход — пролог
- Крестовый поход № 1
- Крестовый поход: Волк № 1
- Союзники № 23
- Бесобой vol. 2 № 23
- Крестовый поход № 2
- Крестовый поход: Волк № 2
- Союзники № 24
- Бесобой vol. 2 № 24
- Крестовый поход № 3
- Крестовый поход: Волк № 3
- Союзники № 25
- Бесобой vol. 2 № 25
- Крестовый поход № 4
- Крестовый поход: Волк № 4
- Крестовый поход: Волк № 5
- Крестовый поход — эпилог

Сюжет начинается сразу после окончания «Мироходцев». Андрей Радов, сломленный гибелью его жены Ксюши в бою против богов Пантеона за Эдем, осознаёт, что Серый Волк, союзник Андрея, намеренно впустил богов в Эдем, чтобы, воспользовавшись суматохой, похитить Василису, свою возлюбленную, от Кощея. Андрей начинает считать, что именно магия виновата во всех его несчастьях, и поэтому он, подначиваемый своим разумным мечом Ярой, убивает Кощея и свою союзницу Диану де Маридор и принимает решение покончить с магией как таковой. Яра, освободившись от власти Кощея, предлагает Андрею прежде всего уничтожить Многомирье со всеми богами, чтобы они больше никогда не угрожали Земле. После уничтожения Многомирья со всеми его жителями Андрей отправляется на Землю, чтобы уничтожить магию, а также всех, кто с ней связан, и в первую очередь — чернокнижника Магистра, своего заклятого врага. Прибыв на Землю, Андрей направляется в крепость Асулбург в Антарктиде, где оружейный магнат Август ван дер Хольт держит «оперённых» — людей, получивших магический дар от погибшего во время событий «Времени Ворона» бога-ворона Кутха. Оперённые решили, что Радов пришёл их освободить, но тот намеревался устроить бойню. Ника Чайкина, бывший секретный агент, а ныне — лидер организации по помощи оперённым, понимает, что Радов сошёл с ума. Она пытается остановить бывшего союзника вместе с Мико ван дер Хольт, сестрой Августа. Мико использует свою способность, лишать сверхсилы других оперённых, чтобы лишить Яру силы магии, но это не срабатывает, поскольку Яра — не магическое существо, и Мико в результате лишается обеих кистей рук.
После нападения на Асулбург Радов возвращается в Москву и встречает там представителей секретной магической организации МЧК (магический чрезвычайный комитет по прикладному мистицизму и экзофизике) во главе с Феликсом Дзержинским, которые также намерены ему помешать. Поскольку МЧК созданы дедом Радова, который пожертвовал своей кровью, Андрей использует своё родство с ним и подчиняет всё МЧК своей воле. Проникнув в сознание Дзержинского, Радов встречает своего деда, который корит его за всё, что он натворил. В ответ Радов обвиняет его в том, что он и его предки передавали через поколения реликвию-крест, словно родовую болезнь, который погубил его близких: и брата Игоря, и жену Ксюшу. На связь с Андреем выходит Данила-Бесобой, демоноборец и его давний друг. Он пытается переубедить Андрея и заставить его отказаться от своих планов, но попытка оканчивается провалом. Андрей и Яра прибывают в Собор непорочного зачатия пресвятой девы Марии — место, где в первый раз погибла Ксюша — и здесь же Андрей намерен всё закончить. Он берёт посетителей храма в заложники с целью привлечь внимание Магистра и заманить его в храм, но делу мешают оперённые Булата Гаджиева, правой руки Магистра, а также наёмники Августа ван дер Хольта и отряд союзников Ники Чайкиной.
Тем временем Волк и Василиса находятся на далёкой планете в космосе, но их настигает Вечный, бывший Магистр, и говорит Василисе вернуться на Землю. Вскрывается правда: Магистр подговорил Волка похитить Василису, но не учёл поведения Радова. Василиса злится на Волка и уходит. После этого Волка находит Луна и узнаёт обо всём, что он сделал. Отец Луны, временно вернувшийся в мир живых, убивает Волка. Сам Волк попадает в Навь, мир мёртвых, где встречает Влада, одного из Иванов. Влад говорит, что Волк совершил слишком много преступлений и из-за этого не сможет обрести покой в Нави. После этого Магистр всё-таки появляется в московском храме и приводит Василису — выясняется, что Яра когда-то была частью силы Василисы, которую отделил от неё Кощей, чтобы Василиса в гневе не уничтожила весь мир. Яра вырывается из-под контроля Радова и сливается с Василисой, но её останавливает Бесобой, захватив её силу. Схватка Бесобоя и Яры пробуждает Спящего, в результате чего место Спящего занимает уже Вечный — это и было изначальной целью его давнего плана. Вечный хотел получить силу Спящего, чтобы перестроить мир и сделать его идеальным в своих представлениях, где у всех была бы власть над своей судьбой. На деле же весь мир, который создал новый Спящий, оказался всего лишь его сном. Андрей, выйдя из-под влияния Яры и осознав, что натворил, провоцирует Бесобоя убить его, не будучи в силах простить себя за содеянное. Волка же находит последний из расы Алаи и в наказание заточает его на Луне, сделав бессмертным и заставив охранять Землю от потенциальных инопланетных вторжений.

## История создания

### Авторский состав

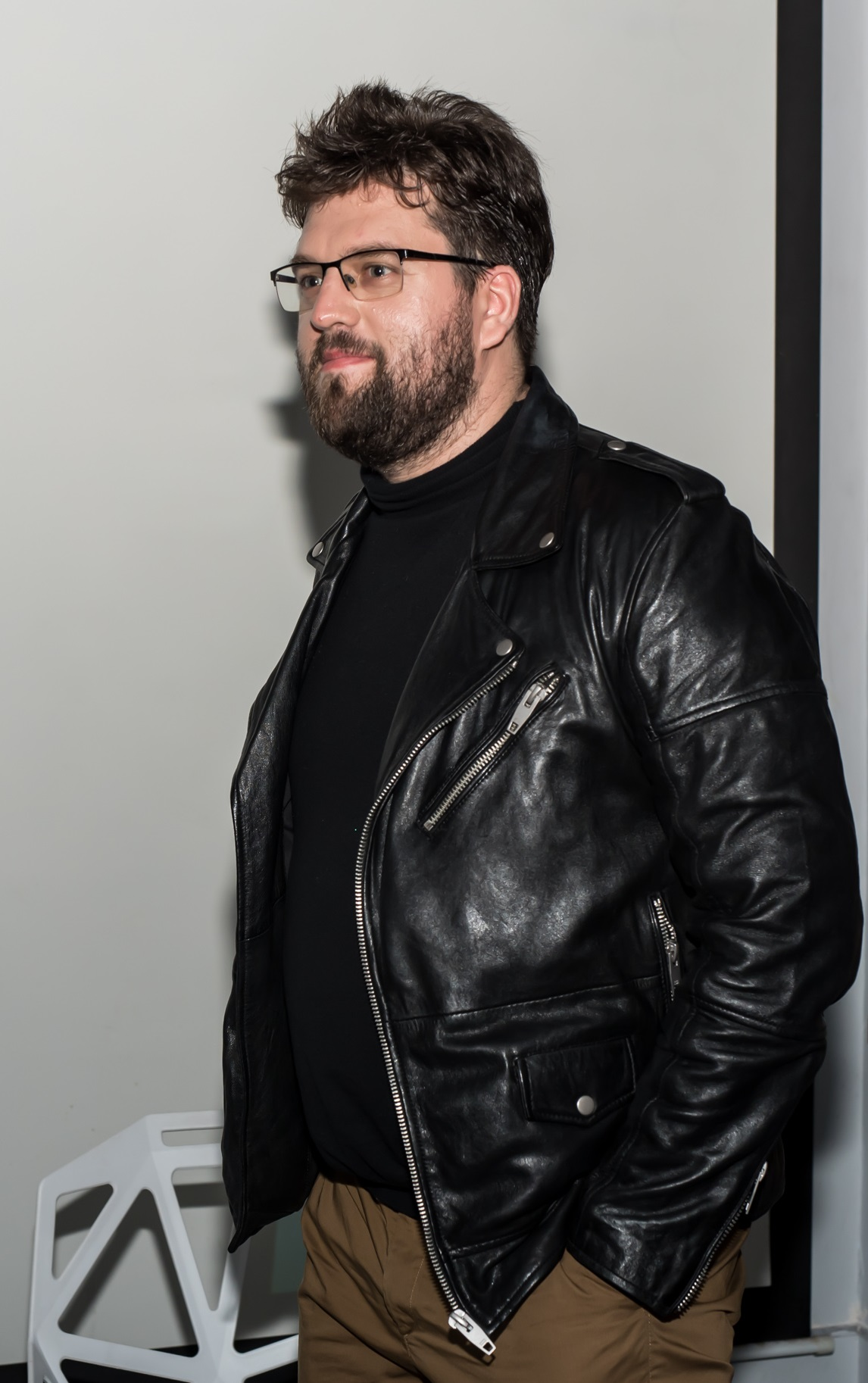
Главный редактор Bubble Comics Роман Котков. Он выступил основным сценаристом кроссовера «Крестовый поход».

Сценаристами кроссовера стали Роман Котков, главный редактор издательства Bubble Comics и сценарист «Мироходцев», а также Евгений Еронин, который до этого участвовал в создании предыдущего кроссовера Bubble, «Охоты на ведьм». Сценаристом мини-серии «Крестовый поход: Волк. Нити судьбы» выступил сценарист Александр Кириллов, который ранее писал некоторые выпуски «Мироходцев». Поскольку кроссовер тесно связан с событиями комиксов «Союзники» и «Бесобой vol. 2», авторам мини-серии приходилось плотно работать со сценаристами соответствующих серий: Наталией Девовой и Алексом Хатчеттом. Котков утверждал, что есть много людей, которые могут что-то придумать и которые мыслят иначе, и это и помогает развить историю с неожиданных сторон. К примеру, Алекс Хатчетт, сценарист «Бесобоя», может прийти и предложить ту или иную сцену, которая была бы связана с определённым моментом в кроссовере.
Над выпусками «Крестового похода» работала художница Наталья Заидова, также работавшая над «Иноком», «Бесобоем», «Временем Ворона» и «Игорем Громом». Первый выпуск совместно с Заидовой проиллюстрировал Андрей Васин, один из первых художников издательства, который занимался комиксами ещё с 90-х годов; он изобразил сцену спора Андрея со своим дедом. Последний четвёртый выпуск совместно с Заидовой нарисовала Алина Ерофеева, работавшая над сериями «Экслибриум», «Союзники», «Инок» и «Бесобой». Она также изобразила иллюстрации к прологу и эпилогу кроссовера. Художниками мини-серии «Крестовый поход: Волк» выступили Глеб Мельников, рисовавший обложки для «Бесобоя vol. 2», и казахстанец Мадибек Мусабеков, основной художник «Мироходцев».

### Разработка
Это кроссовер, в котором, как мы с Евгением Ерониным придумали очень умно, «герои сталкиваются с угрозой, которую они никогда не ожидали и с ней не боролись». По идее, Радов один из них, только теперь он принимает очень резкие решения, которые потом отражаются на всех его отношениях с другими персонажами и на всем, что происходит в нашей вселенной.
По словам Романа Коткова, финал «Мироходцев» в виде «Крестового похода» был запланирован ещё с самого начала серии, хотя и пережил несколько смен концепций истории, а линия Магистра была запланирована уже после глобального кроссовера «Время Ворона», но до мягкого перезапуска основных линеек комиксов Bubble «Второе дыхание». В одном из первоначальных вариантов боги Пантеона должны были вселиться в героев, подобно Кутху в Сергея Разумовского во «Времени Ворона», и напасть на Землю, а Диана должна была стать аватаром Танатоса, но в итоге от идеи отказались, а Диану убили в самом начале кроссовера.
Котков утверждает, что лично для него «Мироходцы» были, в первую очередь, историей, сердцем которой была Ксюша, и поэтому её отношения с Андреем и Волком как раз и были основой команды героев и всей серии. Когда же Ксюши не стало, команда перестала существовать, и продолжать «Мироходцев» под тем же заголовком было бы бессмысленно. Кроме того, он хотел отобразить в серии падение героя и рассказать о том, «какой дорогой можно идти к назначенной цели».
При разработке образа Радова в кроссовере Алина Ерофеева обыгрывала образ рыцаря в костюме, условного «крестоносца», а Заидова делала его похожим на стереотипного суперзлодея, но в итоге авторы пришли к выводу, что Радов в своём состоянии не беспокоился бы с выбором одежды, и потому его просто «одели» в обычную кожаную куртку и футболку. Магистр же, который стал именоваться Вечным, использует тот же самый костюм, что имел в первом выпуске «Инока», а его серп — свидетельство возвращения Вечного из мира мёртвых.

### Издание
«Крестовый поход» был анонсирован в августе 2018 года на фестивале поп-культуры «БигФест 2018», без подробностей, была объявлена только дата выхода — октябрь 2018 года. Позже, 31 августа, состоялся тизер-анонс в официальной группе «ВКонтакте». В октябре на фестивале Comic-Con Russia 2018 был выпущен пролог «Крестового похода». Выпуск был представлен в четырёх обложках: основной авторства Алины Ерофеевой, двух альтернативных — работы Юлии Журавлёвой и работы бразильского художника Матеуса Сантолоко (известного по работе над комиксами о Черепашках-ниндзя издательства IDW) и пустой белой обложке для скетчей. Впоследствии все остальные выпуски, в том числе и эпилог, также получили дополнительный тираж с альтернативной обложкой Юлии Журавлёвой. По словам Наталии Девовой, каждая из этих вариативных обложек «буквально состоит в том, чтобы посмотреть на происходящее глазами Андрея; <…> главной концепцией было желание отразить постепенную утрату и прощание Андрея со всем, что он знал». В ноябре вышел первый основной номер серии объёмом в 52 страницы. В октябре 2019 года все четыре выпуска вместе с прологом и эпилогом были изданы в формате сборника-тома. В этот же месяц был и издан том-сборник мини-серии «Крестовый поход: Волк» с подзаголовком «Нити судьбы».

## Отзывы и критика
Журнал «Мир фантастики», когда кроссовер только начинал выходить, выразил надежду, что Андрей Радов сгодится «хотя бы как злодей», раз интересного героя из него не вышло. Олег Ершов, бывший редактор ComicsBoom, рассматривая пролог кроссовера, вспомнил, что представляла из себя история Радова ранее — а именно, частую смену формата истории. Из исторического фэнтези «Инок» стал юмористическим фэнтези — «Мироходцами», которые в итоге не оправдали ожидания авторов, и Bubble пришлось пойти на радикальные изменения в сюжетной канве. В частности, это означало завершить сюжетную линию Радова и покончить с Многомирьем, что рецезент воспринял с сожалением, посчитав, что у Многомирья был большой потенциал в плане дальнейших историй. Когда кроссовер закончился, тот же рецензент отметил, что кроссоверы являются сильной стороной издательства Bubble и всегда хорошо у них выходили. Андрей Радов выделялся среди прочих героев Bubble тем, что его мотивы были всегда сугубо личными, и это и нашло отражение в конце его истории. Рецензент похвалил сценарную работу Романа Коткова и Евгения Еронина над основной мини-серией, а также Александра Кириллова за работу над мини-серией «Крестовый поход: Волк», органично вплетённой в повествование. Он удостоил похвал и работу художников: Алину Ерофееву за работу над прологом и эпилогом, Мадибека Мусабекова за изображение космоса, а также Глеба Мельникова и Андрея Васина за сцены с Радовым-старшим и младшим.
Алексей Ионов, журналист сайта DTF, счёл концовку истории Радова весьма неоднозначной. Ему показалось, что переход от масштабной финальной битвы в «Мироходцах» был совершён крайне неровно, поскольку Андрей разобрался с оставшимся множеством богов практически не глядя и за кадром, а потом во мгновение ока перешёл к более важным для себя врагам. Мария Маркова в своей научной статье для издания «Вестник РГГУ», ссылаясь на советского и российского кинокритика, киноведа и переводчицу Нину Цыркун, отметила, что для супергеройских комиксов в целом характерно отсутствие фазы истории о вступлении героя в брак и его воцарении, поскольку эти этапы человеческой жизни лишают супергероя его молодости, бессмертия. Сюжетный поворот с гибелью жены Андрея, Ксюши, и, впоследствии, самого Андрея от рук своего друга Данилы-Бесобоя, она также сочла не вписывающимся в стандартные каноны североамериканских комиксов о супергероях.

### Коллекционные издания
- Котков, Роман; Еронин, Евгений. Крестовый поход. — Bubble Comics, 2019. — ISBN 978-5-6042724-8-0.
- Кириллов, Александр. Крестовый поход: Волк. — Bubble Comics, 2019. — ISBN 978-5-6042724-7-3.
- Хатчетт, Алекс. Бесобой vol. 2  — Том 6: Зачистка. — Bubble Comics, 2019. — (Бесобой vol.2). — ISBN 978-5-604-27245-9.
- Девова, Наталия. Союзники — Том 6: Работа над ошибками. — Bubble Comics, 2019. — (Союзники). — ISBN 978-5-6042724-6-6.